# Szabó Imre (jogász, 1912–1991)
Szabó Imre (Beregszász, 1912. november 25. – Budapest, 1991. május 31.) Kossuth-díjas magyar jogász, jogfilozófus, egyetemi tanár, a jogi tudományok doktora, a Magyar Tudományos Akadémia rendes tagja. Az államszocialista korszak vezető jogfilozófusa, a marxista–leninista gyökerű szocialista normativizmus jogbölcseleti irányzatának legnagyobb hatású képviselője volt. 1955-től 1981-ig irányította az MTA Állam- és Jogtudományi Intézetében folyó tudományos munkát.

## Életútja
1937-ben szerezte meg állam- és jogtudományi doktori oklevelét a prágai Károly Ferdinánd Egyetemen. Felsőfokú tanulmányaival párhuzamosan, 1935-től egy munkácsi ügyvédi irodában dolgozott ügyvédjelöltként, majd 1939-től 1942-ig Paternai Béla munkácsi közjegyző magánalkalmazottaként. 1941-ben szovjetbarátság gyanújával előbb internálták, majd rendőri felügyelet alá helyezték. 1942-ben behívták egy különleges büntetőszázadba, és alakulatával együtt a második világháború keleti frontjára vezényelték. 1944-ben betegsége miatt leszerelték.
Hazaérkezését követően Magyarországra települt át, és a fővárosban folytatta életét. 1945 áprilisában rövid időre Pest-Pilis-Solt-Kiskun vármegye főispáni titkára lett, majd 1945-től 1949-ig az igazságügy-minisztériumban dolgozott fogalmazóként. Időközben 1946-ban letette az egységes bírói és ügyvédi vizsgát. 1949-től 1955-ig az igazságügy-minisztérium kodifikációs főosztályának tisztviselőjeként, majd vezetőjeként tevékenykedett. Ezzel párhuzamosan 1949-től 1955-ig oktatott a budapesti Pázmány Péter Tudományegyetem – 1950 utáni nevén Eötvös Loránd Tudományegyetem – állam- és jogelméleti tanszékén egyetemi tanári címmel. 1955-től 1981-ig az MTA Állam- és Jogtudományi Intézetének igazgatói feladatait látta el, 1981-es nyugdíjazását követően pedig tudományos tanácsadóként folytatta a kutatóintézeti munkát.

## Munkássága
Marxista–leninista szellemiségű munkássága az állam- és jogelmélet számos kérdését ölelte fel. A szovjet gyökerű, Andrej Januarjevics Visinszkij nevével fémjelzett szocialista normativizmus jogbölcseleti iskolájának következetes képviselője volt és maradt még az 1960-as–1970-es években is, amikor a modern polgári jogfogalom térnyerésével az általa képviselt jogelméleti irányzat már a konzervatív marxista jogtudósok közé sorolta őt. Munkásságának és életművének ugyanakkor mindenképpen erénye, hogy maga Szabó több nyelven olvasott, széleskörűen tájékozott jogtudós volt, és a szovjet mellett a nyugati jogfilozófia eredményei is megjelentek bőséges anyagon alapuló, összehasonlító igényű írásaiban.
A 19–20. századok fordulóján kibontakozó, a jogot történeti–szociológiai hátterétől és etikai értékelésétől megfosztó neokantiánus jogbölcseletet és magyarországi követőinek (pl. Somló Bódog, Moór Gyula) munkásságát a jogpozitivizmus viszonylatában is „reakciós” és „burzsoá” irányzatként értékelte, s a „helyes jog” fogalmával való leszámolásra törekedett. A sztálini Szovjetunióban a Visinszkij nyomán az 1930-as években kibontakozó szocialista normativizmusból kiindulva a jog lényegét akként ragadta meg, hogy az az uralkodó osztály – gazdasági–termelési viszonyokkal összefüggő – akaratának érvényesülését az államhatalom erejével kikényszerítő magatartási szabályok összessége. Ennek megfelelően voluntarista felfogásában a jogfogalom két meghatározó vonása a gazdasági meghatározottság és az akarati jelleg (tkp. az osztálytudattal rendelkező egyének összességének társadalmi akarata). Ennek megfelelően vitatta a törvényesség általános fogalmi (pl. emberi jogi) értelmezését, s formális jogrendi meghatározottságát vélte elsőrendű követelménynek: törvényes mindaz, amely az adott társadalom és államhatalom érdekeivel egybevág, az államhatalmat irányító osztály akaratának megfelel; ezek a normák egyszersmind megkövetelendőek, az ezekkel ellentétes magatartási minták pedig megtiltandóak és üldözendőek. Az ún. szocialista jog és az általános emberi jogok viszonylatában e kettősség akként érzékeltethető, hogy az egyesülési jog a szocialista jogfelfogásban csak abban az esetben törvényes, ha az egyesülés egybeesik a szocialista állam célkitűzéseivel, ellenben törvénytelen, ha ezekkel az érdekekkel szembemegy. Ily módon a törvényesség mindig konkrét, csak az adott államhatalmi struktúra függvényében értelmezhető (pl. burzsoá törvényesség, szembeállítva a szocialista törvényességgel). Mindezek figyelembe vételével a jogszabályok nyelvi–logikai eszközökkel végzett elemzése maga a jogismerethez vezető út, mert ezek csorbítatlanul tükrözik a törvényalkotói akaratot, azaz a jog nem lehet a törvényszövegeken túli értelmezés tárgya. Ugyanilyen szintű társadalmi, normatív tudatosság, a törvényszöveg maximális tisztelete várandó el a jogalkalmazás, a bírói gyakorlat során.
Pályája során mintegy húsz szakkönyve, jogfilozófiai monográfiája jelent meg. 1957-től az Állam- és Jogtudomány című folyóirat főszerkesztője volt, ugyancsak ő irányította az 1980-ban megjelent, kétkötetes Állam- és jogtudományi enciklopédia szerkesztési munkálatait.

### Szervezeti tagságai és elismerései
1949-ben a Magyar Tudományos Akadémia levelező, 1956-ban rendes tagjává választották. 1955 és 1960 között az MTA II. társadalmi–történelmi tudományok osztályának titkára volt, 1960-tól 1970-ig az Akadémia főtitkár-helyettesi, 1970-től 1976-ig alelnöki tisztségét is betöltötte. Emellett 1970-től irányította az MTA társadalomtudományi koordinációs bizottságát is annak első elnökeként. Tagjai sorába választotta a Lengyel Tudományos Akadémia (1962), a Bolgár Tudományos Akadémia (külső, 1966), a Szerb Tudományos és Művészeti Akadémia (külső, 1975) és a Szovjetunió Tudományos Akadémiája (külföldi, 1975). Ezeken kívül 1975-től rendes tagja, 1978 és 1982 között elnöke volt a Nemzetközi Összehasonlító Jogtudományi Akadémiának (IACL), valamint 1975-től 1978-ig elnökölte a Nemzetközi Jogi Egyesület (ILA) magyar nemzeti bizottságának munkáját.
1956-ban A burzsoá állam- és jogbölcselet Magyarországon (1955) című monográfiájáért megkapta a Kossuth-díj második fokozatát. Kiemelkedő tudományos munkássága és tudományszervező tevékenysége elismeréseként 1970-ben neki ítélték oda az Akadémiai Aranyérmet. 1975-ben a budapesti Eötvös Loránd Tudományegyetem, 1977-ben a párizsi Panthéon-Assas Egyetem avatta díszdoktorává. Mindezek mellett kitüntetettje volt a Kiváló Munkáért elismerésnek (1948), a Magyar Népköztársasági Érdemrend negyedik fokozatának (1949), a Munka Vörös Zászló Érdemrendjének (1954), a Munka Érdemrendnek (1960), a Felszabadulási Jubileumi Emlékéremnek (1970), a Munka Érdemrend arany fokozatának (1972) és a Magyar Népköztársaság Zászlórendjének (1982).

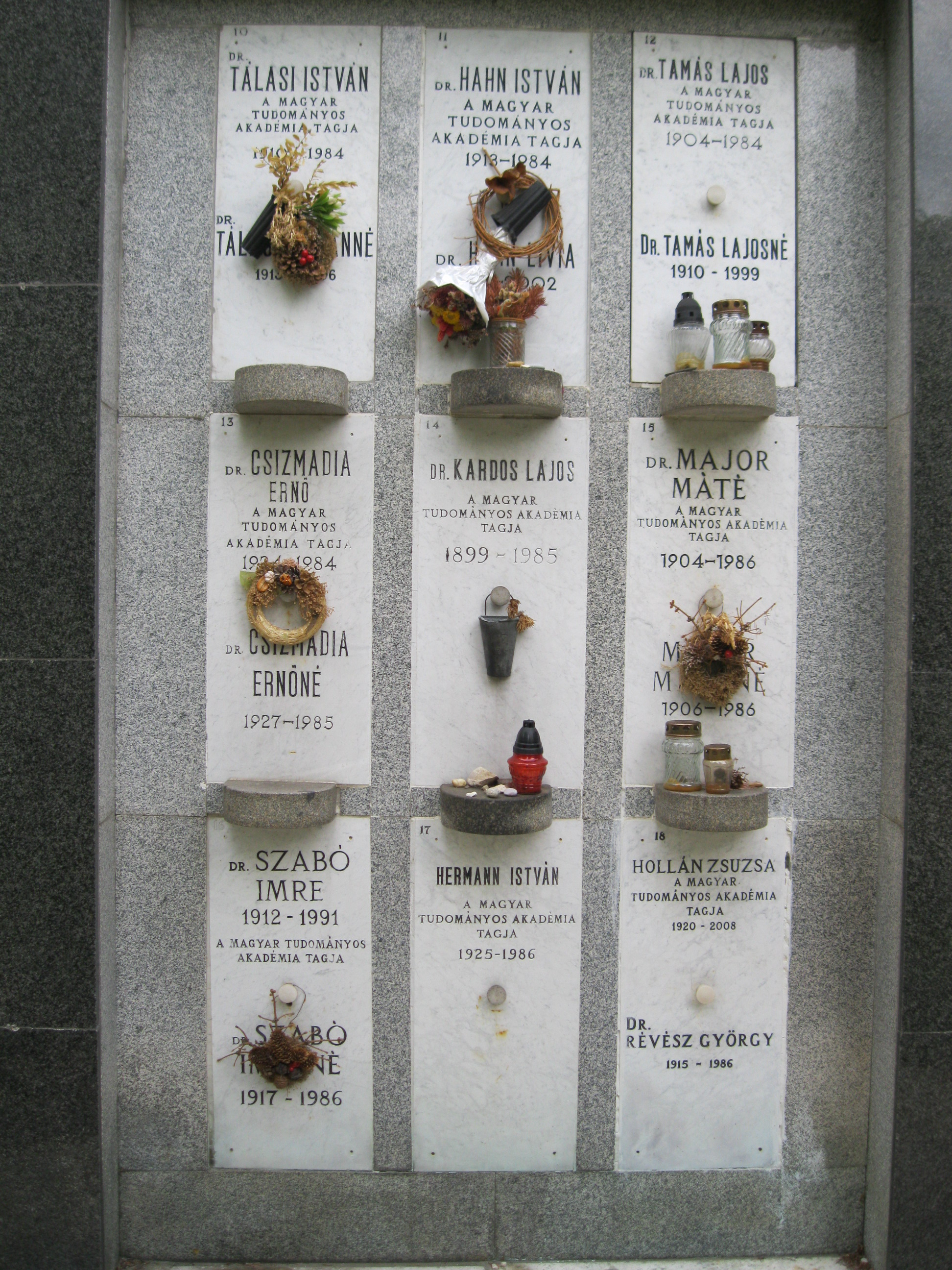
Urnája a Farkasréti temetőben

### Főbb művei
- A Magyar Népköztársaság alkotmánya: Az 1949: XX. törvény és magyarázata. Budapest: Hírlap. 1949.   (Beér Jánossal)
- A burzsoá állam- és jogbölcselet Magyarországon. Budapest: Akadémiai. 1955.
- Az állampolgárok alapjogai és kötelességei. Budapest: Akadémiai. 1965.   (szerkesztette Halász Józseffel és Kovács Istvánnal)
- Szocialista jogelmélet, népi demokratikus jog. Budapest: Közgazdasági és Jogi. 1967.
- A jogelmélet alapjai. Budapest: Akadémiai. 1971.  
  - Oroszul: Основы теории права. Москва: Прогресс. 1974.
- A kulturális jogok. Budapest: Közgazdasági és Jogi. 1973.  
  - Angolul: Cultural rights. Budapest: Akadémiai. 1974.
- Pikler Gyula. Budapest: Akadémiai. 1973.
- A jogösszehasonlítás szocialista elmélete. Budapest: Akadémiai. 1975.
- Előadások Marxról és a jogról. Budapest: Gondolat. 1976.  
  - Németül: Karl Marx und das Recht. Berlin: Akademie-Verlag. 1981.
- Jogelmélet. Budapest: Közgazdasági és Jogi. 1977.
- A jog és elmélete. Budapest: Akadémiai. 1978.
- Állam- és jogtudományi enciklopédia I–II. Főszerk. Szabó Imre. Budapest: Akadémiai. 1980.
- Идеологическая борьба и права человека. Москва: Юридическая литература. 1981.
- Bevezetés a jogtudományba. Budapest: Közgazdasági és Jogi. 1984.
- Ember és jog: Jogelméleti tanulmányok. Budapest: Akadémiai. 1987.